# 下丘脑後核
下視丘後核（Posterior nucleus of hypothalamus）是下視丘的一個核團，其控制血壓升高、瞳孔擴張、發抖以及使體溫上升，此核團受損會引起失溫症。
下視丘後核透過位於胸椎和腰椎區域側角的脊髓交感神經元上的核突觸向下傳遞信號。